# Shadow Zone (álbum de Axel Rudi Pell)
Shadow Zone es el noveno álbum de estudio publicado por el guitarrista de heavy metal melódico Axel Rudi Pell, así como el tercer álbum lanzado con la formación Pell, Terrana, Gioeli, Doernberg y Krawczak. El álbum fue lanzado en el 2002 por la discográfica SPV.

## Lista de canciones
Todas las canciones fueron escritas por Axel Rudi Pell
1. "The Curse of the Chains" (Intro) - 1:26
2. "Edge of the World" - 5:19
3. "Coming Home" - 7:04
4. "Live for the King" - 8:15
5. "All the Rest of My Life" - 8:05
6. "Follow the Sign" - 4:29
7. "Time of the Truth" - 8:20
8. "Heartbreaker" - 6:43
9. "Saint of Fools" - 5:00
10. "Under the Gun" - 6:48

## Miembros
- Axel Rudi Pell (Guitarra eléctrica)
- Johnny Gioeli (vocalista)
- Ferdy Doernberg (tecladista)
- Volker Krawczak (bajista)
- Mike Terrana (baterista)